# Zofia Świdwińska-Krzyżanowska
Zofia Maria Świdwińska-Krzyżanowska (ur. 1920, zm. 1968)– polska historyk literatury, badająca głównie twórczość XIX-wieczną, zawodowo była związana z Katedrą Literatury Polskiej Uniwersytetu Warszawskiego. 

## Życie prywatne[2]
28 września 1948 r. zawarła związek małżeński z Julianem Krzyżanowskim. Była jego trzecią żoną. Miała z nim syna Juliana Tadeusza (ur. 27 czerwca 1950 r.), który był profesorem Szkoły Głównej Gospodarstwa Wiejskiego.

## Wybrane publikacje[3]
- Z. Świdwińska-Krzyżanowska, Krasiński jako krytyk Słowackiego. (praca wygłoszona na posiedzeniu Komisji do Badań nad Historią Literatury i Oświaty w Polsce)
- Z. Świdwińska, Konopnicka jako nowelistka, „Nauka i Sztuka”, 1946.
- J. Słowacki, Listy do matki, oprac. Zofia Krzyżanowska, Wrocław 1949.
- Z. Świdwińska, Zapomniany powstaniec i krytyk literacki Władysław Bogusławski, Warszawa 1963.
- Dzieło Juliana Krzyżanowskiego: bibliografia prac 1913–1962, oprac. Zofia Świdwińska-Krzyżanowska, Warszawa 1973.